# Chase Stokes
James Alexander Chase Stokes, född 16 september 1992 i Annapolis i Maryland, är en amerikansk skådespelare. Han är känd för att spela rollen som John Booker Routledge (John B) i Netflix tonårsdrama Outer Banks.
Stokes var tidigare i ett förhållande med sin Outer Banks-motspelerska Madelyn Cline från 2020 till 2021. Sedan december 2022 har han istället ett förhållande med countrysångerskan Kelsea Ballerini.

## Filmografi (i urval)

### Filmer
- 2024 – Uglies
- 2025 – Marked Men

### TV-serier
- 2016 – Stranger Things (TV-serie)
- 2018 – The First (TV-serie)
- 2020–nutid – Outer Banks (TV-serie)
- 2021 – Tell Me Your Secrets (TV-serie)